# Apatania forsslundi
Apatania forsslundi är en nattsländeart som beskrevs av Wolfgang Tobias 1981. Enligt Catalogue of Life ingår Apatania forsslundi i släktet Apatania och familjen Apataniidae, men enligt Dyntaxa är tillhörigheten istället släktet Apatania och familjen husmasknattsländor. Enligt den finländska rödlistan är arten nära hotad i Finland. Arten är reproducerande i Sverige. Artens livsmiljö är källmiljöer. Inga underarter finns listade i Catalogue of Life.